# جادوگر (فیلم ۱۹۸۸)
جادوگر (انگلیسی: Spellbinder) فیلمی در ژانر ترسناک است که در سال ۱۹۸۸ منتشر شد. از بازیگران آن می‌توان به تیم دالی، کلی پرستون، و ریک روسویچ اشاره کرد.

## داستان
یک وکیل جوان پس از اینکه عاشق زنی جوان و زیبا شده، متوجه گذشتهٔ پر رمز و راز او می‌شود